# Człowiek z Piltdown

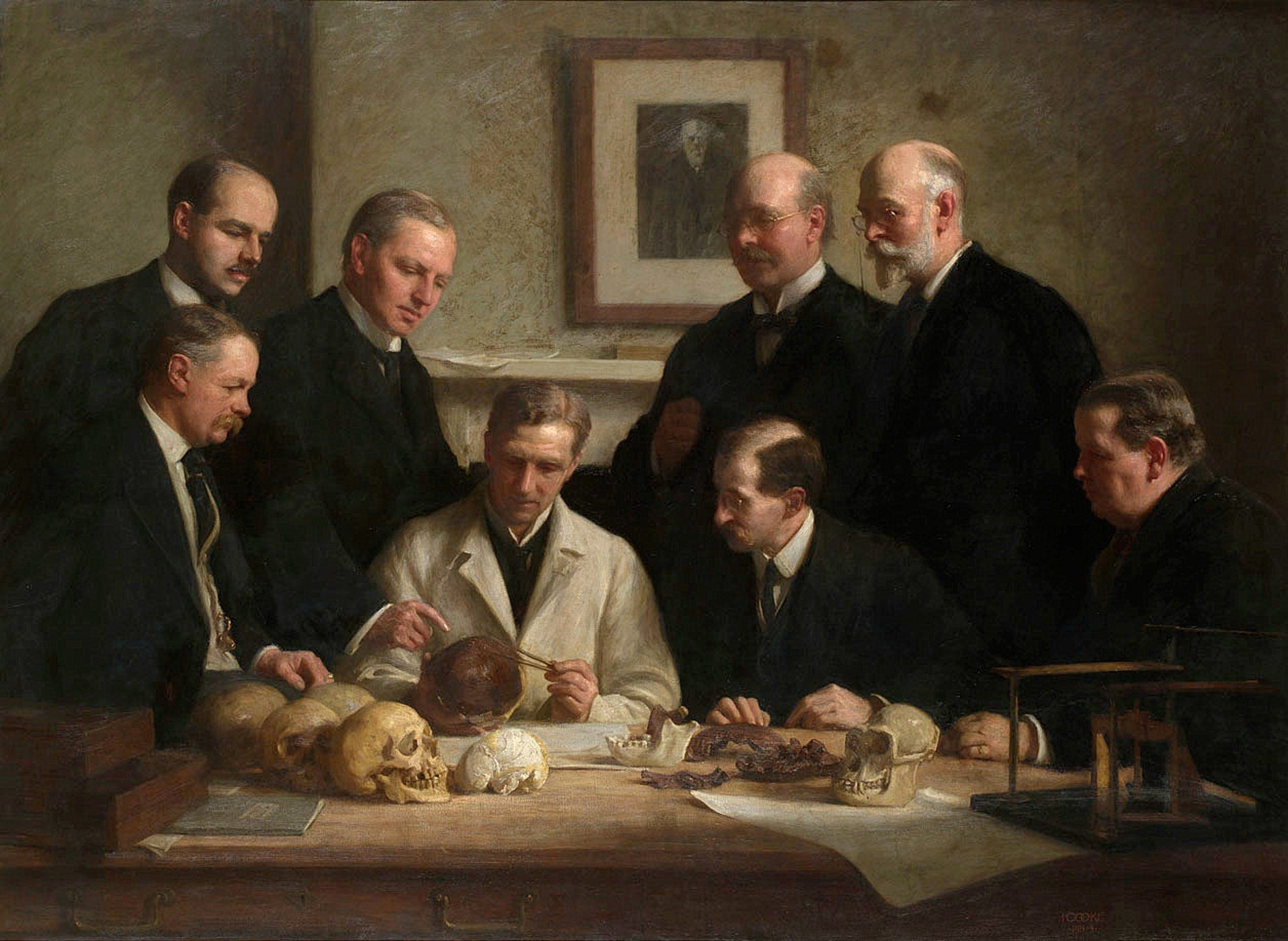
Naukowcy i odkrywcy nad czaszką „człowieka z Piltdown”. Drugi od prawej stoi Charles Dawson

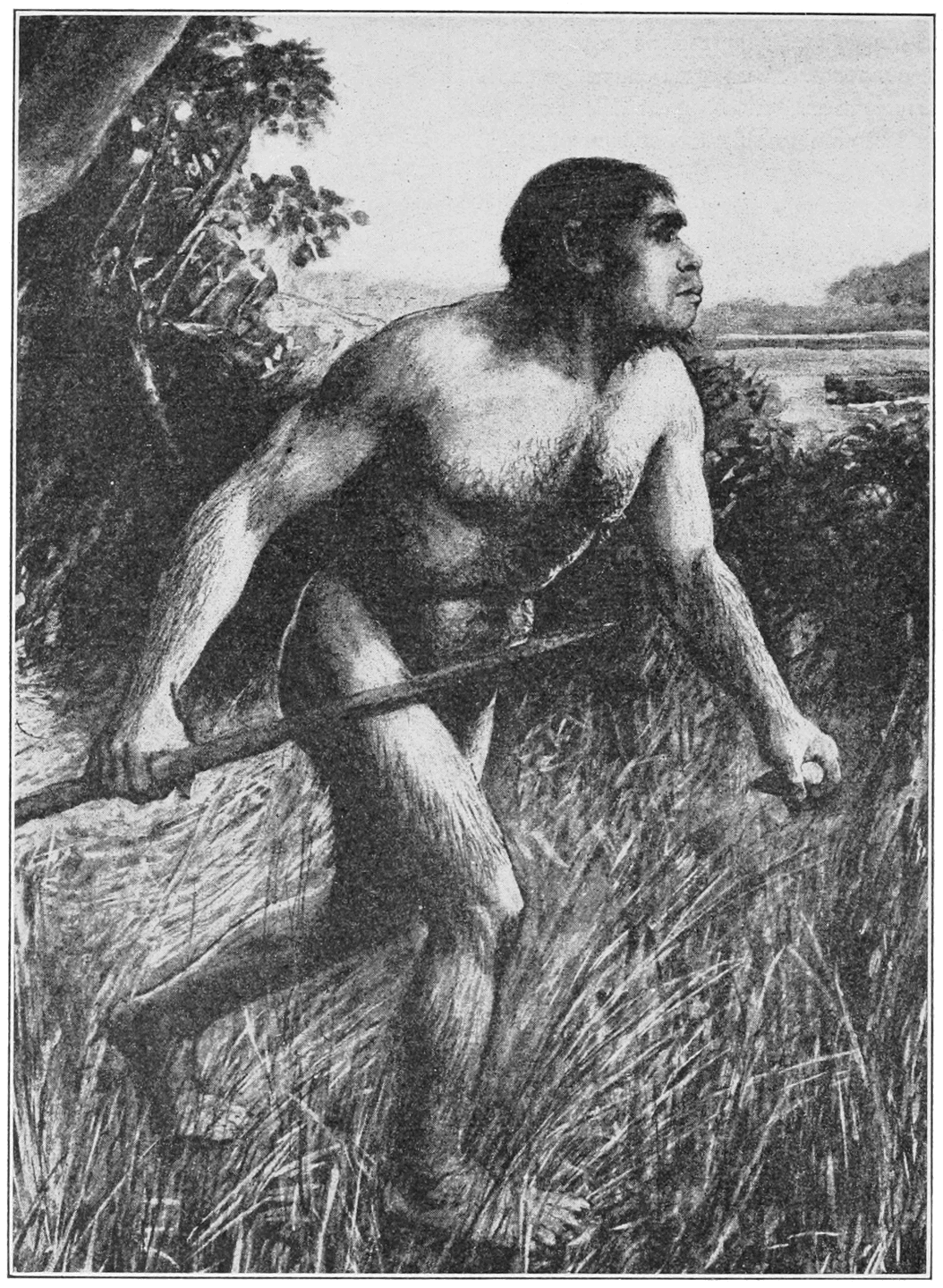
Wyobrażenie „człowieka z Piltdown”

Człowiek z Piltdown (ang. Piltdown Man, Eoanthropus dawsoni) – jedno z najbardziej znanych oszustw przeciw nauce, którego autorem był prawdopodobnie archeolog i paleontolog amator, adwokat Charles Dawson – przedstawione w 1912, zdemaskowane ostatecznie w 1953 roku.

## Historia odkrycia
Dawson twierdził, że czaszkę (a właściwie jej pierwszy fragment) nieznanego nauce hominida odkrył w roku 1908 pracownik żwirowni w Piltdown, wiosce w pobliżu Uckfield, w hrabstwie East Sussex (Anglia). Potem Dawson sam podjął poszukiwania i do roku 1911 odnalazł kolejne fragmenty. W roku 1912 zainteresował swym znaleziskiem Arthura S. Woodwarda z British Museum i dalsze poszukiwania prowadzili razem. Znalezisko opisywane było w ówczesnej brytyjskiej literaturze paleontologicznej jako „brakujące ogniwo” między małpą a człowiekiem. Pasowało ono do powszechnej wówczas teorii, że gatunek taki powinien posiadać czaszkę podobną do ludzkiej oraz szczękę podobną do małpiej.

## Wątpliwości
Już wówczas wielu naukowców podchodziło do tego odkrycia z pewną rezerwą, choć wątpliwości miało rozwiać odkrycie przez Dawsona fragmentów drugiej podobnej czaszki (Piltdown II) w 1915. Z czasem jednak znalezisko z Piltdown z trudem dawało się pogodzić z nowymi znaleziskami hominidów, np. z odkryciem dziecka z Taung, które miało małą czaszkę, za to szczękę zbliżoną do ludzkiej. W latach 30. XX wieku człowiek z Piltdown trafił do muzealnych magazynów i nie budził już zainteresowania naukowców.

## Zdemaskowanie

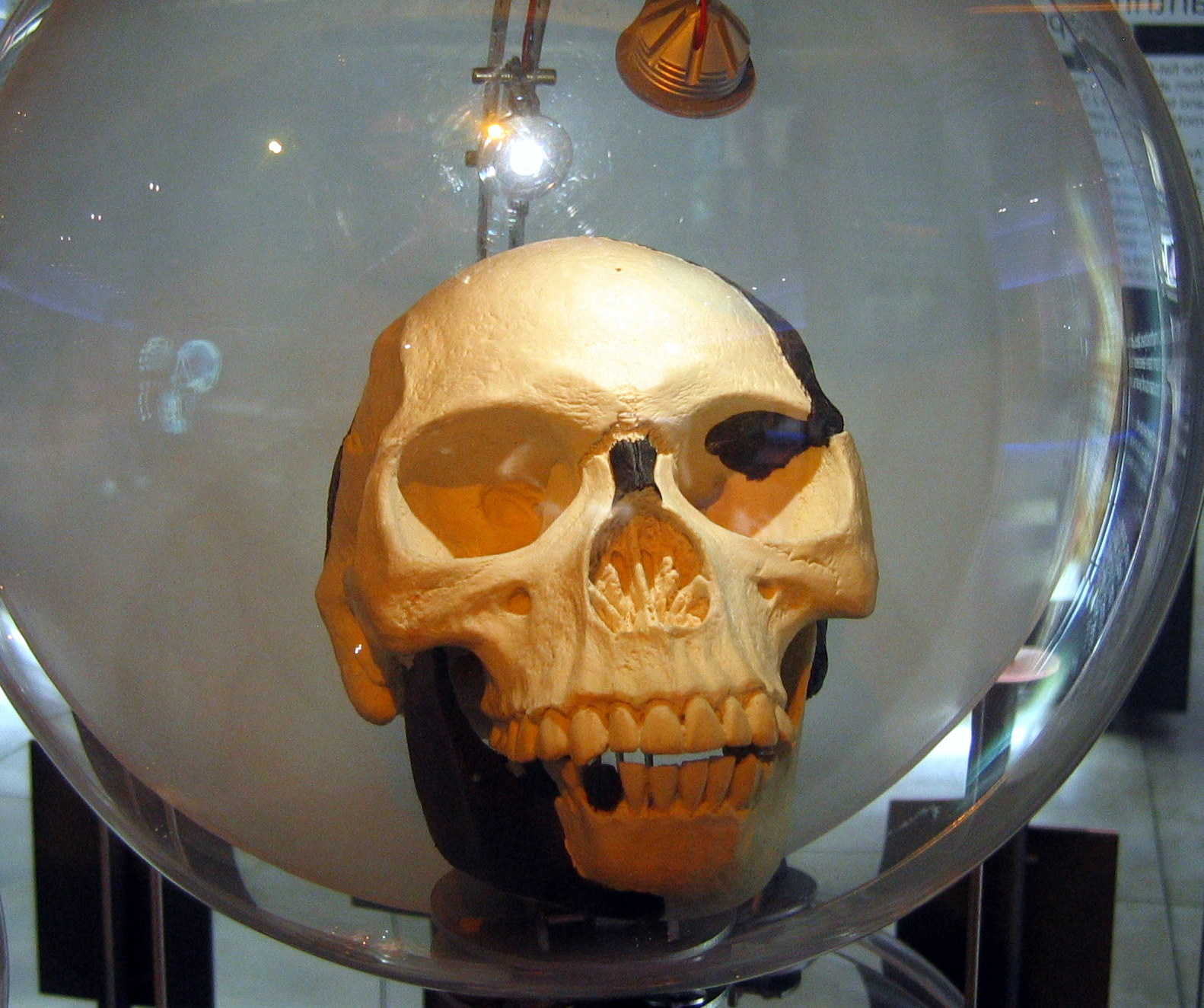
Współczesna rekonstrukcja czaszki „człowieka z Piltdown”

Tak było do czasu przeprowadzenia szczegółowych badań w latach 1949–1953, które doprowadziły ostatecznie do wykrycia oszustwa i jego ujawnienia 21 listopada 1953 roku. Względne datowanie kości wykazało inną zawartość fluoru w czaszce i szczęce, co świadczyło, iż muszą pochodzić z innego czasu. Okazało się wówczas, że „człowiek z Piltdown” rzeczywiście był pół-człowiekiem, pół-małpą: fragment czaszki pochodził od człowieka (mieszkańca Ziemi Ognistej) z okresu średniowiecza, żuchwa, mająca około 500 lat, należała do orangutana z Borneo, a ząb to kopalny ząb szympansa. Znalezisko wyglądało na starsze, niż było w rzeczywistości, dzięki zamoczeniu go w roztworze żelaza i kwasu chromowego. Ponadto kły zostały spiłowane, co wykazały badania pod mikroskopem, tak żeby pasowały do pozostałych fragmentów kości.
Wydaje się, że kilka czynników spowodowało zdemaskowanie oszustwa dopiero po 40 latach. Po pierwsze, wykopalisko zaspokoiło oczekiwania europejskich naukowców, że najstarszy przedstawiciel człowiekowatych pochodził z Eurazji, a nie z Afryki. Wielu Brytyjczyków było dumnych, że „człowiek z Piltdown”, nazywany „pierwszym Brytyjczykiem”, był starszy od znalezisk odkrytych w innych częściach Europy, zwłaszcza we Francji i Niemczech. Po drugie, odkrycie, które pasowało idealnie do dominującej wówczas teorii rozwoju człowiekowatych, trzymane było przez zazdrosnych naukowców z dala od oczu ciekawskich, którzy mogliby ją podważyć. A kiedy kolejne wykopaliska dyskredytowały coraz bardziej „człowieka z Piltdown”, okaz schowano w magazynie i uznano za raczej mało ważną ciekawostkę, aniżeli zwykłe fałszerstwo (jednak dość dobrze wykonane).
Nie bez znaczenia jest również fakt, że przez wiele lat środowisko naukowe całej Europy oczekiwało odkrycia brakujących ogniw pośrednich między człowiekiem a małpą. Zarówno Darwin, Huxley i Haeckel twierdzili, że człowiek pochodzi od małpy, choć przyznawali, że jak do tej pory nie udało się znaleźć żadnych skamieniałości mogących ten fakt potwierdzić.

## Autor
Od czasu wykrycia oszustwa pojawiły się liczne teorie na temat jego autorstwa. Oczywiście pierwszym podejrzanym był jego „odkrywca” Charles Dawson (jak się okazało, mający na swym koncie także fałszerstwa archeologiczne). Ale wśród grona podejrzanych znaleźli się również Arthur Conan Doyle i Pierre Teilhard de Chardin (który w tym czasie mieszkał w East Sussex i brał udział w wykopaliskach na żwirowni, w czasie których odnaleziono fragment żuchwy). Niektóre teorie zakładają, że cała mistyfikacja była tylko niewinnym żartem znanego dowcipnisia Horace'a de Vere Cole'a, którego ofiarą miał być albo Dawson, albo też środowisko naukowe paleontologów. Znalezisko zyskało znaczny rozgłos, co miało spowodować, że autor oszustwa postanowił zachować milczenie. Obecnie jednym z głównych podejrzanych jest Martin A.C. Hinton, pracownik Muzeum Historii Naturalnej w Londynie. W 1975 r. odnaleziono w magazynie muzeum należący do niego kuferek, w którym znajdowały się fragmenty ludzkich kości i zębów, które były poddane podobnym zabiegom, co znalezisko „człowieka z Piltdown”. Motywem miałby być konflikt z przełożonym, sir Arthurem Smith Woodwardem (autorem opisu „eoantropa”). Obrońcy Hintona sugerują natomiast, że próbował on zdemaskować fałszerstwo i zasygnalizować swoje podejrzenia, podkładając podobnie postarzony „kij do krykieta” w miejscu, gdzie znaleziono „najstarszego Anglika”, jednak kiedy i owo znalezisko zostało rozgłoszone jako autentyczne, wolał się nie ujawniać.
W roku 2003 Muzeum Historii Naturalnej w Londynie przygotowało wystawę w 50. rocznicę odkrycia oszustwa.

## Człowiek z Piltdown w poglądach i sztuce
Wobec całkowitej demaskacji oszustwa „człowiek z Piltdown” stanowi dla wielu zwolenników kreacjonizmu koronny dowód korupcji środowiska naukowców, wskazując możliwość, że wiele innych skamieniałości człowiekowatych może być również oszustwami, co potwierdzałoby ich poglądy, że człowiek jednak został stworzony w gotowej formie przez Boga.
Do „człowieka z Piltdown” nawiązał również muzyk, Mike Oldfield, na swojej płycie pt. Tubular Bells (1973). Jeden z fragmentów płyty zawiera partię wokalną, przypominającą bełkot jaskiniowca – fragment ten oraz sama partia wokalna, wykonywana przez Mike'a Oldfielda, opisana jest na okładce płyty właśnie jako The Piltdown Man.